# 鈴木信達
鈴木 信達（すずき のぶたつ、1977年9月16日 - ）は、日本の男性総合格闘家、行政書士。東京都出身。初代ONE FC世界ウェルター級王者。
総合格闘家として活躍しながらも、行政書士として都内に事務所を構えている。

## 来歴
15歳の頃、喧嘩に負けた事をきっかけに極真会館城西支部三和道場で極真空手の練習を始める。
1994年、当時空手家として著名であった市原海樹がUFCで敗北を喫したのを機に総合格闘技への興味を持つ。
空手の全日本大会に出場するも、思ったような結果が出せず、自分の将来に不安を抱き始める。その後、在日米軍基地、金融機関、バーなどで働きながら総合格闘技と空手の練習を積む。
2005年、ZSTでプロ総合格闘家デビュー。
2013年11月12日、ONE FC 12でアダム・カユーンと王者決定戦を行う予定であったが、カユーンが負傷欠場。代役のヴィトー・ピントとの対戦が決まったが、ピントが大会前日のメディカルチェックに失格したため、試合は消滅した。
2014年3月14日、ONE FC 14のウェルター級王者決定戦でブロック・ラーソンと対戦し、判定勝ち。初代ONE FC世界ウェルター級王者となった。
2014年8月29日、ONE FC 19でベン・アスクレンと対戦し、1RTKO負け。王座陥落となった。

## 戦績
| 総合格闘技 戦績 | 総合格闘技 戦績 | 総合格闘技 戦績 | 総合格闘技 戦績 | 総合格闘技 戦績 | 総合格闘技 戦績 | 総合格闘技 戦績 |
| --------------- | --------------- | --------------- | --------------- | --------------- | --------------- | --------------- |
| 16 試合         | (T)KO           | 一本            | 判定            | その他          | 引き分け        | 無効試合        |
| 11 勝           | 10              | 0               | 1               | 0               | 2               | 0               |
| 3 敗            | 2               | 1               | 0               | 0               | 2               | 0               |

| 勝敗 | 対戦相手                     | 試合結果                     | 大会名                                             | 開催年月日     |
| ×    | イブ・タン                   | 1R 3:29 TKO(パウンド)        | ONE Championship: Quest for Greatness              | 2017年8月18日  |
| ×    | ベン・アスクレン             | 1R 1:24 TKO(パウンド)        | ONE FC 19 【ONE FC世界ウェルター級タイトルマッチ】 | 2014年8月29日  |
| ○    | ブロック・ラーソン           | 5分5R終了 判定3-0            | ONE FC 14 【ONE FC世界ウェルター級王者決定戦】     | 2014年3月14日  |
| ○    | フィル・バローニ             | 1R 4:17 TKO(パウンド)        | ONE FC 9                                           | 2013年5月31日  |
| ×    | 中村K太郎                    | 1R 2:03 リアネイキドチョーク | VTJ 1st                                            | 2012年12月24日 |
| ○    | オースティン・ジャッジ       | 1R 1:37 KO(ボディへの膝蹴り) | ZST.30                                             | 2011年11月23日 |
| ○    | モリス・シェルトン           | 2R 4:26 KO                   | ZST.26                                             | 2010年11月23日 |
| ○    | ジョン・ウジン               | 1R 2:16 KO（膝蹴り）         | ZST-BATTLE HAZARD 4                                | 2010年7月3日   |
| ○    | 渋谷修身                     | 2R 4:03 KO(膝蹴り)           | ZST.22                                             | 2009年11月23日 |
| ○    | 内村洋次郎                   | 2R 1:53 KO(膝蹴り)           | ZST-BATTLE HAZARD 3                                | 2008年8月24日  |
| ○    | ケスタティス・スミルノヴァス | 1R終了時 TKO(カット)         | ZST.13                                             | 2007年6月10日  |
| △    | ペトラス・モリカヴィチス     | 5分2R終了 ドロー             | ZST.11                                             | 2006年11月23日 |
| ○    | 長井憲治                     | 1R 1:37 KO                   | ZST.10                                             | 2006年9月10日  |
| ○    | 花田和弘                     | 1R 4:01 KO                   | ZST.9                                              | 2006年2月18日  |
| ○    | 高橋雄介                     | 2R 1:19 KO                   | SWAT! 03                                           | 2005年10月23日 |
| △    | 大類宗次朗                   | 5分2R終了 ドロー             | SWAT! 02                                           | 2005年7月24日  |

## 獲得タイトル
- 第1回MACカラテチャレンジチャンピオンシップ2001重量級　優勝
- 清武会秋季トーナメント茶・黒帯の部　優勝
- 清武会第5回全日本ウェイト制空手道選手権大会　無差別級　3位
- 初代ONE FC世界ウェルター級王座